# Кожояр (айылный аймак)
Айылный аймак Кожояр (кирг. Кожояр айыл аймагы) — административная единица в Иссык-Кульском районе Иссык-Кульской области Кыргызстана. До января 2024 года именовался как Семёновский айылный аймак.
Код COATE — 41702 225 825 00 0.

## Административное деление
В состав айылного аймака Кожояр ныне входят населённые пункты:
- Кожояр-Ата
- Коджояр

## Население
По данным переписи 2022 года, в аильном округе проживало 6 402 человек.

## Известные уроженцы
- Колесников, Пётр Федосеевич — командир батареи СУ-85 1454-го самоходно-артиллерийского полка в годы Великой Отечественной войны. Старший лейтенант, Герой Советского Союза.

## Галерея

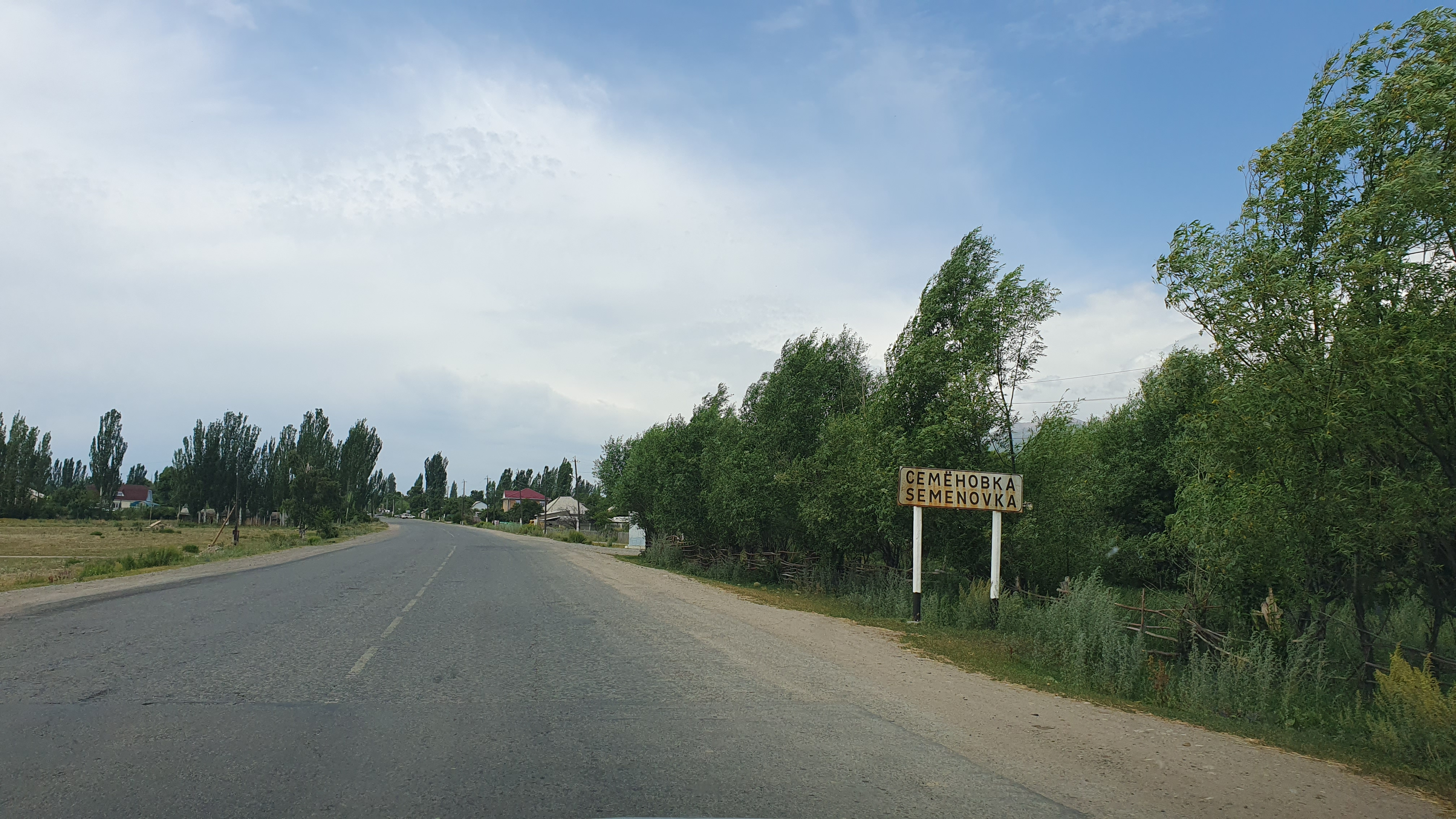
Село Кожояр-Ата
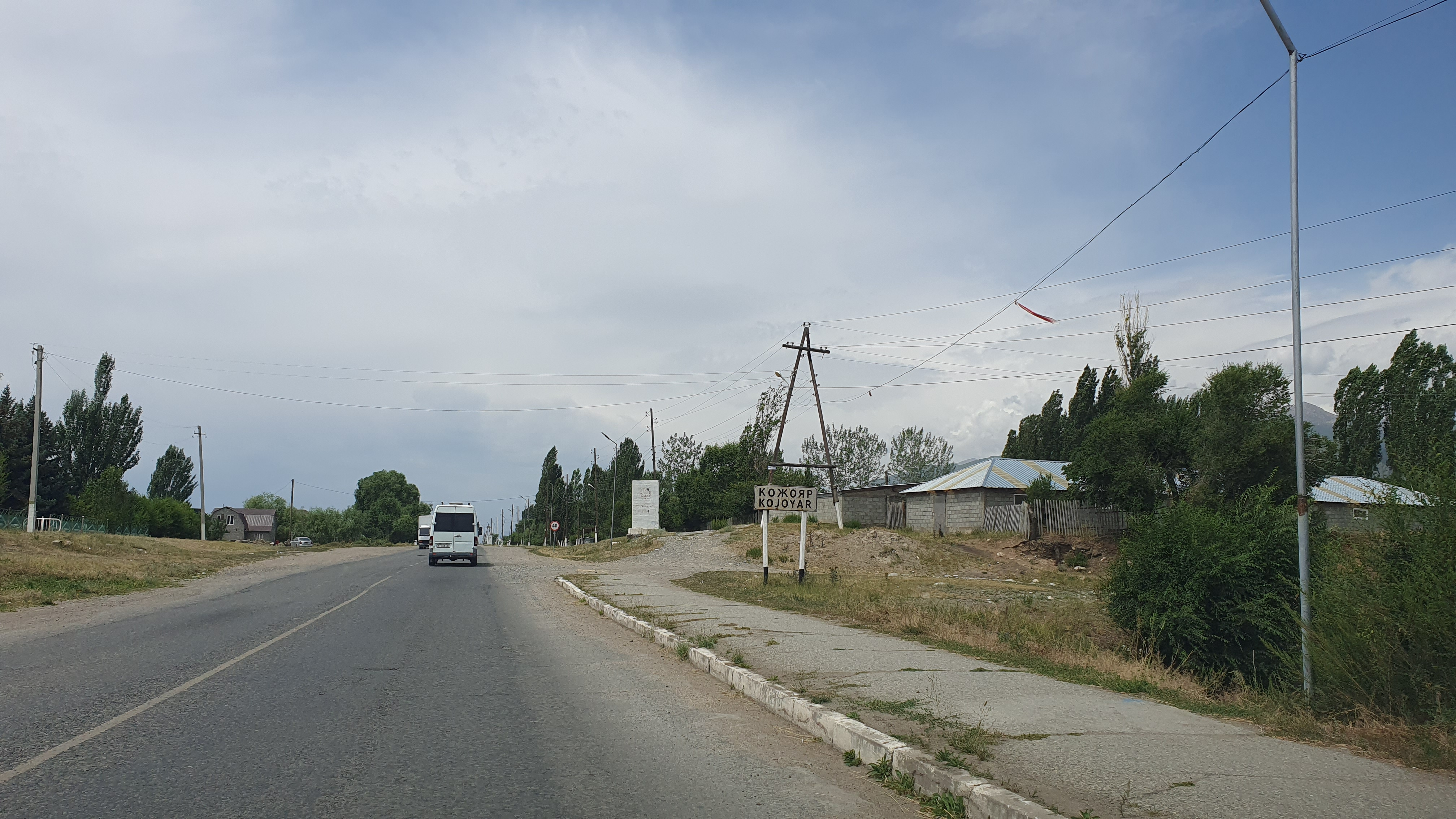
Село Коджояр

## Примечание
1. ↑  Подписан закон о переименовании отдельных айыльных аймаков и сел Кыргызстана. 24.kg (11 января 2024). Дата обращения: 6 февраля 2024. Архивировано 6 февраля 2024 года.
2. ↑  Государственный классификатор система обозначений объектов административно-территориальных и территориальных единиц Кыргызской республики. Архивная копия от 18 марта 2018 на Wayback Machine — Бишкек: Национальный статистический комитет Кыргызской республики, 2017.
3. ↑  Численность населения областей, районов, городов, поселков городского типа, айылных аймаков и айылов (сел) Кыргызской Республики Архивная копия от 10 ноября 2021 на Wayback Machine (на 2022 год).